# Mistrzostwa Ameryki i Pacyfiku w Saneczkarstwie 2016
5. Mistrzostwa Ameryki i Pacyfiku w saneczkarstwie 2016 odbyły się w dniach 17–19 grudnia 2015 w kanadyjskim Calgary. Zawodnicy rywalizowali w trzech konkurencjach: jedynkach kobiet, jedynkach mężczyzn oraz dwójkach mężczyzn.
U pań rywalizację wygrała reprezentantka Stanów Zjednoczonych Erin Hamlin. U panów najlepszy okazał się również Amerykanin Chris Mazdzer. Zaś rywalizację w duecie wygrała grupa z Kanady w składzie: Tristan Walker i Justin Snith.

## Terminarz
| Data            | Miejscowość | Konkurencja      | Złoto                       | Srebro                            | Brąz                        |
| --------------- | ----------- | ---------------- | --------------------------- | --------------------------------- | --------------------------- |
| 18 grudnia 2015 | Calgary     | Jedynki kobiet   | Erin Hamlin                 | Summer Britcher                   | Kimberley McRae             |
| 19 grudnia 2015 | Calgary     | Jedynki mężczyzn | Chris Mazdzer               | Tucker West                       | Mitchel Malyk               |
| 18 grudnia 2015 | Calgary     | Dwójki mężczyzn  | Tristan Walker/Justin Snith | Matthew Mortensen/Jayson Terdiman | Justin Krewson/Andrew Sherk |

## Wyniki

### Jedynki kobiet
- Data / Początek: Sobota 18 grudnia 2015

| Medal | Zawodniczka      | Narodowość        | 1. zjazd | 2. zjazd | Czas     | Strata |
| ----- | ---------------- | ----------------- | -------- | -------- | -------- | ------ |
|       | Erin Hamlin      | Stany Zjednoczone | 46,814   | 46,767   | 1:33,581 | –      |
|       | Summer Britcher  | Stany Zjednoczone | 46,949   | 46,763   | 1:33,712 | +0,131 |
|       | Kimberley McRae  | Kanada            | 46,836   | 46,962   | 1:33,798 | +0,217 |
| 4.    | Alex Gough       | Kanada            | 46,896   | 47,001   | 1:33,987 | +0,316 |
| 5.    | Emily Sweeney    | Stany Zjednoczone | 47,011   | 46,922   | 1:33,933 | +0,352 |
| 6.    | Arianne Jones    | Kanada            | 47,134   | 47,368   | 1:34,502 | +0,921 |
| 7.    | Raychel Germaine | Stany Zjednoczone | 47,876   | 47,718   | 1:35,594 | +2,013 |

### Jedynki mężczyzn
- Data / Początek: Niedziela 19 grudnia 2015

| Medal | Zawodnik      | Narodowość        | 1. zjazd | 2. zjazd | Czas     | Strata |
| ----- | ------------- | ----------------- | -------- | -------- | -------- | ------ |
|       | Chris Mazdzer | Stany Zjednoczone | 45,172   | 45,456   | 1:30,628 | –      |
|       | Tucker West   | Stany Zjednoczone | 45,275   | 45,539   | 1:30,814 | +0,186 |
|       | Mitchel Malyk | Kanada            | 45,399   | 45,569   | 1:30,968 | +0,340 |
| 4.    | Aidan Kelly   | Stany Zjednoczone | 45,540   | 45,677   | 1:31,217 | +0,589 |
| 5.    | Taylor Morris | Stany Zjednoczone | 45,676   | 45,701   | 1:31,377 | +0,749 |
| 6.    | John Fennell  | Kanada            | 45,651   | 45,971   | 1:31,622 | +0,994 |

### Dwójki mężczyzn
- Data / Początek: Sobota 18 grudnia 2015

| Medal | Zawodnicy                         | Narodowość        | 1. zjazd | 2. zjazd | Czas     | Strata |
| ----- | --------------------------------- | ----------------- | -------- | -------- | -------- | ------ |
|       | Tristan Walker/Justin Snith       | Kanada            | 44,638   | 44,396   | 1:29,034 | –      |
|       | Matthew Mortensen/Jayson Terdiman | Stany Zjednoczone | 44,551   | 44,563   | 1:29,114 | +0,080 |
|       | Justin Krewson/Andrew Sherk       | Stany Zjednoczone | 44,926   | 44,595   | 1:29,521 | +0,487 |
| 4.    | Jake Hyrns/Anthony Espinoza       | Stany Zjednoczone | 44,971   | 44,929   | 1:29,900 | +0,866 |
|       | Matt Riddle/Adam Shippit          | Kanada            | 45,938   | DNF      | DNF      | DNF    |

## Klasyfikacja medalowa
| Miejsce | Państwo           |   |   |   | Razem |
| ------- | ----------------- | - | - | - | ----- |
| 1.      | Stany Zjednoczone | 2 | 3 | 1 | 6     |
| 2.      | Kanada            | 1 | 0 | 2 | 3     |